# Oxira immunis
Oxira immunis är en fjärilsart som beskrevs av Walker 1857. Oxira immunis ingår i släktet Oxira och familjen nattflyn. Inga underarter finns listade i Catalogue of Life.